# Eremobates hystrix
Espèce
Synonymes
- Eremoperna hystrix Mello-Leitão, 1942

Eremobates hystrix est une espèce de solifuges de la famille des Eremobatidae.

## Distribution
Cette espèce est endémique de Mexico au Mexique,.

## Description
Le mâle holotype mesure 22 mm.

## Publication originale
- Mello-Leitão, 1942 : Novos Solifugos do Chile e do Mexico. Annaes da Academia Brasileira de Sciencias Rio de Janeiro, vol. 14, no 4, p. 305-313 (texte intégral).